# Grimmialp
Grimmialp est une localité suisse située sur le territoire de la commune de Diemtigen dans la vallée du Diemtigtal dans l'Oberland bernois, dans le canton de Berne. 

## Domaine skiable
Un petit domaine skiable a été aménagé à Grimmialp. Très calme du fait tant de sa taille que de son éloignement relatif en fond de vallée, il est fréquenté essentiellement à la journée par une clientèle locale et familiale qui apprécie aussi l'ensoleillement du domaine et le cadre de montagnes environnantes qui culminent jusqu'à plus de 2 600 m d'altitude.
Construit en 2005, le télésiège 3-places à tapis d'embarquement relie à vitesse modérée le petit domaine d'altitude depuis les hauteurs du parking payant principal. Les pentes relativement peu boisées situées sous le tracé de cette remontée mécanique permettent la pratique du freeride ou d'emprunter l'unique piste noire du domaine - lorsque le niveau d'enneigement naturel le permet. Depuis son arrivée à 1 716 m, les pistes partent en direction du téléski sommital ou rejoignent le bas du domaine aux moyens de pistes relativement larges quoique offrant un dénivelé fort et un relief de terrain assez marqué. Les derniers 100-150 mètres de dénivelé sont enneigeables artificiellement depuis la saison 1996.
Le téléski Nydegg rejoint le sommet du domaine à 1 833 m. Deux pistes rejoignent le pied de cette remontée par la droite. Une piste bleue rejoint le sommet du télésiège depuis la gauche. Le terrain déboisé du sommet permet aussi la pratique du ski hors-pistes sur des pentes relativement modérées - le plan des pistes présente cette possibilité au moyen d'un tracé d'itinéraire.
La station coopère avec les deux autres stations de la vallée, Wiriehorn et Springenboden, à travers une offre forfaitaire commune pour les séjours de 5 jours ou plus. Les détenteurs de forfaits saison peuvent profiter de prix spéciaux sur les forfaits journée pour les domaines voisins de Wiriehorn, Springenboden, Jaunpass, Jaun, Charmey, Rossberg, Adelboden-Lenk, Gstaad Mountain Rides, Stockhornbahn et Schilthornbahn.
Le télésiège fonctionne aussi en été de début juin à mi-octobre.
10 km de chemins de randonnée sont également aménagés.
Une patinoire naturelle est aussi exploitée en hiver.